# Kalleh Mazandaran VC
Kalleh Mazandaran (pers. ‏باشگاه والیبال کاله مازندران‎) – irański męski klub siatkarski założony w 1989 roku z siedzibą w mieście Amol.

## Sukcesy
- Irańska Superliga:  2012, 2013
- Klub Mistrzów Azji:  2013